# George Simond
George Mieville Simond (né le 23 janvier 1867 à Marylebone – mort le 9 avril 1941 à Monte-Carlo) est un joueur britannique de tennis, médaillé d'argent aux Jeux olympiques d'été de 1908 à Londres en double messieurs avec George Caridia.
Fils d'un banquier, il exerce en tant que bill broker à la City. Il devient dans les années 1910 organisateur de tournois en France et un juge-arbitre réputé, officiant aussi bien à Wimbledon que sur la Côte d'Azur.

## Palmarès (partiel) George Simond

### Finales en double
|   | Date | Nom et lieu du tournoi   | Cat.    | Surf.          | Vainqueurs                    | Partenaire     | Score         |
| 1 | 1908 | Jeux olympiques, Londres | Olympic | Parquet (int.) | Arthur Gore · Herbert Barrett | George Caridia | 6-3, 7-5, 6-4 |